# توماس أشلي غريفز جونيور
توماس أشلي غريفز جونيور (بالإنجليزية: Thomas Ashley Graves, Jr.)‏ هو مدرس أمريكي، ولد في 3 يوليو 1924، وتوفي في 17 يونيو 2016 في ويليامزبرغ في الولايات المتحدة.